# Traktat adrianopolski (1829)

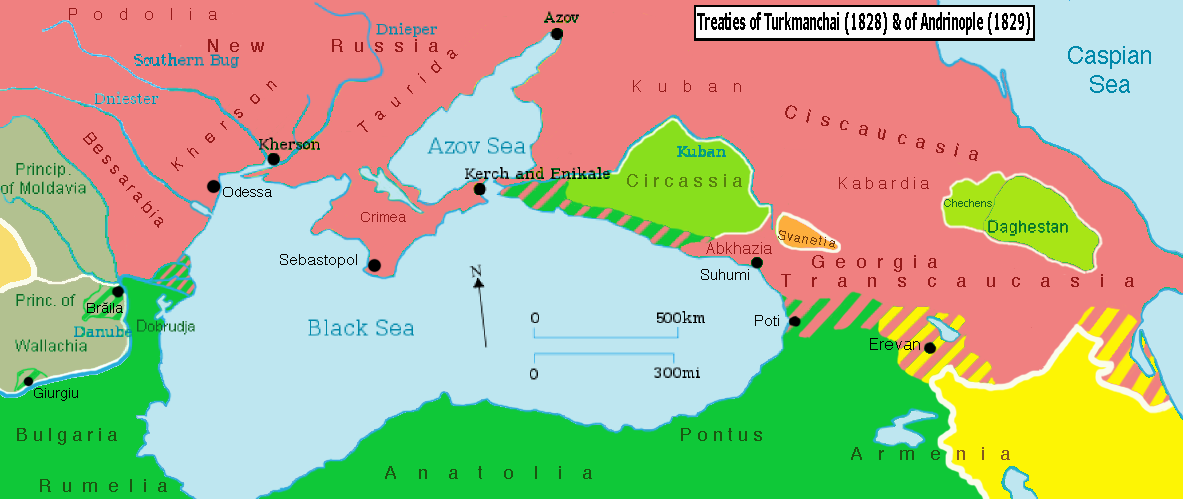
Zmiany terytorialne po traktacie w Adrianopolu

Traktat adrianopolski z 1829 roku – traktat pokojowy pomiędzy Imperium Rosyjskim a Imperium Osmańskim kończący wojnę rosyjsko-turecką z lat 1828–1829. Podpisany w Adrianopolu 14 września 1829 przez Aleksieja Orłowa ze strony rosyjskiej i Abdula Kadyr-beya ze strony tureckiej.

## Postanowienia pokoju
- Turcja uznała zabór Kaukazu (1801-1828) przez Rosję.
- aneksja do imperium Romanowów tureckiego wschodniego wybrzeża Morza Czarnego (wąski pas ziemi od Anapy po zbocza Abchazji oraz zdobyta w trakcie wojny twierdza Poti). Rosja otrzymała także terytorium delty Dunaju wraz z wyspami utworzonymi przez jej ramiona – zobowiązała się nie budować tam żadnych umocnień. W odniesieniu do strefy na południe od delty do tego samego zobowiązała się Turcja. Rosyjskie okręty wojenne mogły wpływać do delty i w górę rzeki aż do ujścia Prutu.
- Wysoka Porta uznała niezawisłość Grecji i przyznała jej szeroką autonomię. Łącznie z postanowieniami pokoju ustalono granicę grecko-turecką.
- Turcja potwierdziła autonomię Mołdawii i Wołoszczyzny. Zobowiązała się także do zlikwidowania wszystkich umocnień na lewym brzegu Dunaju. Ustalono, że w księstwach naddunajskich nie będą mogli mieszkać muzułmanie. Hospodarowie Mołdawii i Wołoszczyzny mieli być wybierani dożywotnio spośród miejscowych bojarów. Rosja miała stać się gwarantką samodzielnego rozwoju tych księstw (w latach 1828-1834 pozostawały one pod rosyjską okupacją i zarządem do czasu zapłacenia przez Turcję kontrybucji). W praktyce doprowadziło to do likwidacji tureckiego zwierzchnictwa nad tymi krajami.
- Serbia uzyskała gwarancję autonomii wewnętrznej i poszerzenie swojego terytorium.
- cieśniny tureckie: Bosfor i Dardanele udostępniono dla swobodnej żeglugi wszystkim państwom zaprzyjaźnionym z Turcją. Poddani rosyjscy uzyskiwali całkowitą wolność handlu na obszarze Imperium Osmańskiego.

## Skutki
Pokój umocnił pozycję Rosji, ale osłabił Święte Przymierze – unicestwił równowagę sił między Austrią i Rosją na Bałkanach, co nie pozostało bez wpływu na lojalność wobec siebie państw sojuszu. Nadwyrężenie sił Turcji przełożyło się na wzrost potęgi Egiptu Muhammada Alego. Wywalczona została ostatecznie niepodległość Grecji (ogłoszona w 1830 w protokole londyńskim), a Serbia i księstwa naddunajskie uzyskały lepsze warunki rozwojowe. Turcję zmuszono do respektowania postanowień pokoju bukareszteńskiego (1812), konwencji akermańskiej (1826) i traktatu londyńskiego (1827), dotyczących statusu tureckich regionów autonomicznych.